# Марсељ
Марсељ (фр. Marseille, окс. Marselha) је град у Француској. Најважнија је лука Француске, као и трећа лука Европе по величини. Град се налази на обали Лионског залива, који припада Медитерану. Марсељ је главни град департмана Ушће Роне у региону Прованса-Алпи-Азурна обала. По подацима из 2018. године број становника у месту је био 868.277.

## Историја
Град Марсељ су основали Грци из Фокеје у 600. години п. н. е. као трговачку луку под именом Масалија (Μασσαλία). Изложени сталним нападима великог лигурског племена, Грци су затражили помоћ од Римљана, који долазе у Провансу 125. п. н. е., када је Масалија коначно одбрањена. Римљани у потпуности освојили ове просторе 49. п. н. е., али ће Масалија и следећа три века задржати статус слободног трговачког града, који је имала под грчком управом. Међутим, у том раздобљу поморска трговина је због осипања флоте у знатној мери умањена, тако да Масилија губи своју самосталност и статус слободнога града и постаје град као и сваки други.
У послијеримском раздобљу Масалија је мета напада разних варварских племена, те због пљачки и зараза од некада врло развијеног града остају само гомиле рушевина. Након продора хришћанства почетком 6. века, Црква преузима искључиву управу над градом. Како би се одбранио од сталних напада и пљачки, град је у 7. веку сужен на утврђени дио бискупије.
Ово подручје доживљава поновни процват тек у 10. и 11. веку, под заштитом провансалских виконта, када постаје полазна лука за Крсташке ратове. Марсељ 1214. године поновно постаје независна република, али ће такав статус задржати само 38 година, до 1252, када напуљски краљ Карло I Анжујски ставља овај град под своју управу. Упркос коначном губитку самосталности, поморска трговина преко Средоземља доживљава поновни процват. Након што је Прованса, укључујући и Марсељ, ушла у састав Краљевине Француске 1481, град задржава посебну управу под надзором краљевих службеника, а 1660, за вријеме владавине Луја XIV, почиње се ширити и изван градских зидина.
У 18. веку грађани Марсеља с великим ентузијазмом прихваћају револуционарне идеје, а 1792. године 500 добровољаца улази у Париз пјевајући "Ратну пјесму рајнске војске", коју су масе људи у успутним мјестима одушевљено прихватале. Пјесма је касније постала француска национална химна под називом "Марсељеза". У другој половини 19. веку, Марсељ се и даље шири као „главна лука Царства“. У том раздобљу изграђене су широке авеније и направљене многе монументалне грађевине.
У Марсељу се 9. октобра 1934. догодио атентат на краља Југославије Александра I Карађорђевића. Марсељ је током Другога свјтског рата, у време њемачке окупације, од новембра 1942. до августа 1944, био јако средиште Француског покрета отпора. Зато су немачке трупе у два наврата, 1943. и 1944, минирале четврти Панје и Стару луку.

## Географија

### Клима
Марсељ има медитеранску климу са благим, влажним зимама и топлим, углавном сувим летима. Децембар, јануар и фебруар су најхладнији месеци, у просеку температуре око 12 °C током дана и 4 °C ноћу. Јул и август су најтоплији месеци, у просеку температуре око 29 °C током дана и 19 °C ноћу.
| Клима Марсеља-Марињана (Марсељски Прованс аеродром), надморска висина: 36 m, 1981–2010 нормале, екстереми 1921–садашњост | Клима Марсеља-Марињана (Марсељски Прованс аеродром), надморска висина: 36 m, 1981–2010 нормале, екстереми 1921–садашњост | Клима Марсеља-Марињана (Марсељски Прованс аеродром), надморска висина: 36 m, 1981–2010 нормале, екстереми 1921–садашњост | Клима Марсеља-Марињана (Марсељски Прованс аеродром), надморска висина: 36 m, 1981–2010 нормале, екстереми 1921–садашњост | Клима Марсеља-Марињана (Марсељски Прованс аеродром), надморска висина: 36 m, 1981–2010 нормале, екстереми 1921–садашњост | Клима Марсеља-Марињана (Марсељски Прованс аеродром), надморска висина: 36 m, 1981–2010 нормале, екстереми 1921–садашњост | Клима Марсеља-Марињана (Марсељски Прованс аеродром), надморска висина: 36 m, 1981–2010 нормале, екстереми 1921–садашњост | Клима Марсеља-Марињана (Марсељски Прованс аеродром), надморска висина: 36 m, 1981–2010 нормале, екстереми 1921–садашњост | Клима Марсеља-Марињана (Марсељски Прованс аеродром), надморска висина: 36 m, 1981–2010 нормале, екстереми 1921–садашњост | Клима Марсеља-Марињана (Марсељски Прованс аеродром), надморска висина: 36 m, 1981–2010 нормале, екстереми 1921–садашњост | Клима Марсеља-Марињана (Марсељски Прованс аеродром), надморска висина: 36 m, 1981–2010 нормале, екстереми 1921–садашњост | Клима Марсеља-Марињана (Марсељски Прованс аеродром), надморска висина: 36 m, 1981–2010 нормале, екстереми 1921–садашњост | Клима Марсеља-Марињана (Марсељски Прованс аеродром), надморска висина: 36 m, 1981–2010 нормале, екстереми 1921–садашњост | Клима Марсеља-Марињана (Марсељски Прованс аеродром), надморска висина: 36 m, 1981–2010 нормале, екстереми 1921–садашњост |
| Показатељ \ Месец | .Јан. | .Феб. | .Мар. | .Апр. | .Мај. | .Јун. | .Јул. | .Авг. | .Сеп. | .Окт. | .Нов. | .Дец. | .Год. |
| --- | --- | --- | --- | --- | --- | --- | --- | --- | --- | --- | --- | --- | --- |
| Апсолутни максимум, °C (°F)                                                                                              | 19,9 (67,8) | 22,1 (71,8) | 25,4 (77,7) | 29,6 (85,3) | 34,9 (94,8) | 39,6 (103,3) | 39,7 (103,5) | 39,2 (102,6) | 34,3 (93,7) | 30,4 (86,7) | 25,2 (77,4) | 20,3 (68,5) | 39,7 (103,5) |
| Максимум, °C (°F) | 11,4 (52,5) | 12,5 (54,5) | 15,8 (60,4) | 18,6 (65,5) | 22,9 (73,2) | 27,1 (80,8) | 30,2 (86,4) | 29,7 (85,5) | 25,5 (77,9) | 20,9 (69,6) | 15,1 (59,2) | 11,9 (53,4) | 20,2 (68,4) |
| Просек, °C (°F) | 7,1 (44,8) | 8,1 (46,6) | 11,0 (51,8) | 13,8 (56,8) | 18,0 (64,4) | 21,8 (71,2) | 24,8 (76,6) | 24,4 (75,9) | 20,6 (69,1) | 16,6 (61,9) | 11,1 (52) | 7,9 (46,2) | 15,5 (59,9) |
| Минимум, °C (°F) | 2,9 (37,2) | 3,6 (38,5) | 6,2 (43,2) | 9,1 (48,4) | 13,1 (55,6) | 16,6 (61,9) | 19,4 (66,9) | 19,0 (66,2) | 15,7 (60,3) | 12,4 (54,3) | 7,2 (45) | 4,0 (39,2) | 10,8 (51,4) |
| Апсолутни минимум, °C (°F)                                                                                               | −12,4 (9,7) | −16,8 (1,8) | −10,0 (14) | −2,4 (27,7) | 0,0 (32) | 5,4 (41,7) | 7,8 (46) | 8,1 (46,6) | 1,0 (33,8) | −2,2 (28) | −5,8 (21,6) | −12,8 (9) | −16,8 (1,8) |
| Количина падавина, mm (in)                                                                                               | 48,0 (1,89) | 31,4 (1,236) | 30,4 (1,197) | 54,0 (2,126) | 41,1 (1,618) | 24,5 (0,965) | 9,2 (0,362) | 31,0 (1,22) | 77,1 (3,035) | 67,2 (2,646) | 55,7 (2,193) | 45,8 (1,803) | 515,4 (20,291) |
| Дани са падавинама (≥ 1.0 mm)                                                                                            | 5,3 | 4,5 | 3,9 | 6,1 | 4,5 | 3,0 | 1,3 | 2,7 | 4,5 | 6,1 | 5,9 | 5,5 | 53,2 |
| Сунчани сати — месечни просек                                                                                            | 145,1 | 173,7 | 238,7 | 244,5 | 292,9 | 333,4 | 369,1 | 327,4 | 258,6 | 187,1 | 152,5 | 134,9 | 2.857,8 |
| UV индекс | 1 | 2 | 4 | 5 | 7 | 8 | 8 | 7 | 5 | 3 | 2 | 1 | 4,4 |
| Извор: и Метереолошки атлас                                                                                              | | | | | | | | | | | | | |

| Клима Марсеља (Лонгшамп опсерваторија), надморска висина: 75 m, 1981–2003 просеци, екстреми 1868–2003 | Клима Марсеља (Лонгшамп опсерваторија), надморска висина: 75 m, 1981–2003 просеци, екстреми 1868–2003 | Клима Марсеља (Лонгшамп опсерваторија), надморска висина: 75 m, 1981–2003 просеци, екстреми 1868–2003 | Клима Марсеља (Лонгшамп опсерваторија), надморска висина: 75 m, 1981–2003 просеци, екстреми 1868–2003 | Клима Марсеља (Лонгшамп опсерваторија), надморска висина: 75 m, 1981–2003 просеци, екстреми 1868–2003 | Клима Марсеља (Лонгшамп опсерваторија), надморска висина: 75 m, 1981–2003 просеци, екстреми 1868–2003 | Клима Марсеља (Лонгшамп опсерваторија), надморска висина: 75 m, 1981–2003 просеци, екстреми 1868–2003 | Клима Марсеља (Лонгшамп опсерваторија), надморска висина: 75 m, 1981–2003 просеци, екстреми 1868–2003 | Клима Марсеља (Лонгшамп опсерваторија), надморска висина: 75 m, 1981–2003 просеци, екстреми 1868–2003 | Клима Марсеља (Лонгшамп опсерваторија), надморска висина: 75 m, 1981–2003 просеци, екстреми 1868–2003 | Клима Марсеља (Лонгшамп опсерваторија), надморска висина: 75 m, 1981–2003 просеци, екстреми 1868–2003 | Клима Марсеља (Лонгшамп опсерваторија), надморска висина: 75 m, 1981–2003 просеци, екстреми 1868–2003 | Клима Марсеља (Лонгшамп опсерваторија), надморска висина: 75 m, 1981–2003 просеци, екстреми 1868–2003 | Клима Марсеља (Лонгшамп опсерваторија), надморска висина: 75 m, 1981–2003 просеци, екстреми 1868–2003 |
| Показатељ \ Месец                                                                                     | .Јан.                                                                                                 | .Феб.                                                                                                 | .Мар.                                                                                                 | .Апр.                                                                                                 | .Мај.                                                                                                 | .Јун.                                                                                                 | .Јул.                                                                                                 | .Авг.                                                                                                 | .Сеп.                                                                                                 | .Окт.                                                                                                 | .Нов.                                                                                                 | .Дец.                                                                                                 | .Год.                                                                                                 |
| --- | --- | --- | --- | --- | --- | --- | --- | --- | --- | --- | --- | --- | --- |
| Апсолутни максимум, °C (°F)                                                                           | 21,2 (70,2)                                                                                           | 22,7 (72,9)                                                                                           | 26,1 (79)                                                                                             | 28,6 (83,5)                                                                                           | 33,2 (91,8)                                                                                           | 36,9 (98,4)                                                                                           | 40,6 (105,1)                                                                                          | 38,6 (101,5)                                                                                          | 33,8 (92,8)                                                                                           | 30,9 (87,6)                                                                                           | 24,3 (75,7)                                                                                           | 23,1 (73,6)                                                                                           | 40,6 (105,1)                                                                                          |
| Максимум, °C (°F)                                                                                     | 11,8 (53,2)                                                                                           | 12,7 (54,9)                                                                                           | 15,9 (60,6)                                                                                           | 18,3 (64,9)                                                                                           | 22,6 (72,7)                                                                                           | 26,2 (79,2)                                                                                           | 29,6 (85,3)                                                                                           | 29,1 (84,4)                                                                                           | 25,2 (77,4)                                                                                           | 20,9 (69,6)                                                                                           | 15,2 (59,4)                                                                                           | 12,5 (54,5)                                                                                           | 20,0 (68)                                                                                             |
| Просек, °C (°F)                                                                                       | 8,4 (47,1)                                                                                            | 8,9 (48)                                                                                              | 11,6 (52,9)                                                                                           | 13,8 (56,8)                                                                                           | 17,9 (64,2)                                                                                           | 21,3 (70,3)                                                                                           | 24,5 (76,1)                                                                                           | 24,1 (75,4)                                                                                           | 20,7 (69,3)                                                                                           | 16,9 (62,4)                                                                                           | 11,8 (53,2)                                                                                           | 9,3 (48,7)                                                                                            | 15,8 (60,4)                                                                                           |
| Минимум, °C (°F)                                                                                      | 4,9 (40,8)                                                                                            | 5,1 (41,2)                                                                                            | 7,3 (45,1)                                                                                            | 9,3 (48,7)                                                                                            | 13,1 (55,6)                                                                                           | 16,4 (61,5)                                                                                           | 19,4 (66,9)                                                                                           | 19,1 (66,4)                                                                                           | 16,1 (61)                                                                                             | 13,0 (55,4)                                                                                           | 8,3 (46,9)                                                                                            | 6,0 (42,8)                                                                                            | 11,5 (52,7)                                                                                           |
| Апсолутни минимум, °C (°F)                                                                            | −10,5 (13,1)                                                                                          | −14,3 (6,3)                                                                                           | −7,0 (19,4)                                                                                           | −3,0 (26,6)                                                                                           | 0,0 (32)                                                                                              | 4,7 (40,5)                                                                                            | 8,5 (47,3)                                                                                            | 8,1 (46,6)                                                                                            | 0,0 (32)                                                                                              | −3,0 (26,6)                                                                                           | −6,9 (19,6)                                                                                           | −11,4 (11,5)                                                                                          | −14,3 (6,3)                                                                                           |
| Количина падавина, mm (in)                                                                            | 51,1 (2,012)                                                                                          | 32,1 (1,264)                                                                                          | 30,7 (1,209)                                                                                          | 51,1 (2,012)                                                                                          | 38,7 (1,524)                                                                                          | 23,5 (0,925)                                                                                          | 7,6 (0,299)                                                                                           | 27,9 (1,098)                                                                                          | 71,6 (2,819)                                                                                          | 78,6 (3,094)                                                                                          | 58,0 (2,283)                                                                                          | 52,3 (2,059)                                                                                          | 523,2 (20,598)                                                                                        |
| Дани са падавинама (≥ 1.0 mm)                                                                         | 5,5                                                                                                   | 4,5                                                                                                   | 4,0                                                                                                   | 6,1                                                                                                   | 4,3                                                                                                   | 2,5                                                                                                   | 1,3                                                                                                   | 2,4                                                                                                   | 4,1                                                                                                   | 6,1                                                                                                   | 6,1                                                                                                   | 5,8                                                                                                   | 52,6                                                                                                  |
| Извор #1: Météo France                                                                                | | | | | | | | | | | | | |
| Извор #2: Infoclimat.fr                                                                               | | | | | | | | | | | | | |

| Клима Марсеља-Марињана (Марсељски Прованс аеродром), надморска висина: 36 m, 1961-1990 нормале и екстреми | Клима Марсеља-Марињана (Марсељски Прованс аеродром), надморска висина: 36 m, 1961-1990 нормале и екстреми | Клима Марсеља-Марињана (Марсељски Прованс аеродром), надморска висина: 36 m, 1961-1990 нормале и екстреми | Клима Марсеља-Марињана (Марсељски Прованс аеродром), надморска висина: 36 m, 1961-1990 нормале и екстреми | Клима Марсеља-Марињана (Марсељски Прованс аеродром), надморска висина: 36 m, 1961-1990 нормале и екстреми | Клима Марсеља-Марињана (Марсељски Прованс аеродром), надморска висина: 36 m, 1961-1990 нормале и екстреми | Клима Марсеља-Марињана (Марсељски Прованс аеродром), надморска висина: 36 m, 1961-1990 нормале и екстреми | Клима Марсеља-Марињана (Марсељски Прованс аеродром), надморска висина: 36 m, 1961-1990 нормале и екстреми | Клима Марсеља-Марињана (Марсељски Прованс аеродром), надморска висина: 36 m, 1961-1990 нормале и екстреми | Клима Марсеља-Марињана (Марсељски Прованс аеродром), надморска висина: 36 m, 1961-1990 нормале и екстреми | Клима Марсеља-Марињана (Марсељски Прованс аеродром), надморска висина: 36 m, 1961-1990 нормале и екстреми | Клима Марсеља-Марињана (Марсељски Прованс аеродром), надморска висина: 36 m, 1961-1990 нормале и екстреми | Клима Марсеља-Марињана (Марсељски Прованс аеродром), надморска висина: 36 m, 1961-1990 нормале и екстреми | Клима Марсеља-Марињана (Марсељски Прованс аеродром), надморска висина: 36 m, 1961-1990 нормале и екстреми |
| Показатељ \ Месец                                                                                         | .Јан. | .Феб. | .Мар. | .Апр. | .Мај. | .Јун. | .Јул. | .Авг. | .Сеп. | .Окт. | .Нов. | .Дец. | .Год. |
| --- | --- | --- | --- | --- | --- | --- | --- | --- | --- | --- | --- | --- | --- |
| Апсолутни максимум, °C (°F)                                                                               | 19,1 (66,4)                                                                                               | 22,1 (71,8)                                                                                               | 25,4 (77,7)                                                                                               | 26,6 (79,9)                                                                                               | 30,1 (86,2)                                                                                               | 34,4 (93,9)                                                                                               | 39,7 (103,5)                                                                                              | 38,6 (101,5)                                                                                              | 32,7 (90,9)                                                                                               | 30,1 (86,2)                                                                                               | 24,4 (75,9)                                                                                               | 20,3 (68,5)                                                                                               | 39,7 (103,5)                                                                                              |
| Средњи максимум, °C (°F)                                                                                  | 13,3 (55,9)                                                                                               | 16,7 (62,1)                                                                                               | 18,0 (64,4)                                                                                               | 20,5 (68,9)                                                                                               | 24,9 (76,8)                                                                                               | 28,4 (83,1)                                                                                               | 32,4 (90,3)                                                                                               | 30,9 (87,6)                                                                                               | 27,4 (81,3)                                                                                               | 22,5 (72,5)                                                                                               | 17,0 (62,6)                                                                                               | 14,7 (58,5)                                                                                               | 32,4 (90,3)                                                                                               |
| Максимум, °C (°F)                                                                                         | 10,5 (50,9)                                                                                               | 12,3 (54,1)                                                                                               | 14,7 (58,5)                                                                                               | 17,9 (64,2)                                                                                               | 21,8 (71,2)                                                                                               | 25,6 (78,1)                                                                                               | 28,9 (84)                                                                                                 | 28,5 (83,3)                                                                                               | 25,2 (77,4)                                                                                               | 20,7 (69,3)                                                                                               | 14,6 (58,3)                                                                                               | 11,5 (52,7)                                                                                               | 19,35 (66,83)                                                                                             |
| Просек, °C (°F)                                                                                           | 6,6 (43,9)                                                                                                | 8,4 (47,1)                                                                                                | 10,2 (50,4)                                                                                               | 13,3 (55,9)                                                                                               | 17,1 (62,8)                                                                                               | 20,7 (69,3)                                                                                               | 23,6 (74,5)                                                                                               | 23,3 (73,9)                                                                                               | 20,2 (68,4)                                                                                               | 16,2 (61,2)                                                                                               | 10,6 (51,1)                                                                                               | 7,6 (45,7)                                                                                                | 14,82 (58,68)                                                                                             |
| Минимум, °C (°F)                                                                                          | 2,7 (36,9)                                                                                                | 4,0 (39,2)                                                                                                | 5,7 (42,3)                                                                                                | 8,7 (47,7)                                                                                                | 12,4 (54,3)                                                                                               | 15,7 (60,3)                                                                                               | 18,4 (65,1)                                                                                               | 18,0 (64,4)                                                                                               | 15,4 (59,7)                                                                                               | 11,5 (52,7)                                                                                               | 6,9 (44,4)                                                                                                | 4,0 (39,2)                                                                                                | 10,28 (50,52)                                                                                             |
| Средњи минимум, °C (°F)                                                                                   | −1,6 (29,1)                                                                                               | −0,6 (30,9)                                                                                               | 2,4 (36,3)                                                                                                | 6,2 (43,2)                                                                                                | 10,1 (50,2)                                                                                               | 14,2 (57,6)                                                                                               | 16,5 (61,7)                                                                                               | 16,4 (61,5)                                                                                               | 13,3 (55,9)                                                                                               | 6,8 (44,2)                                                                                                | 3,8 (38,8)                                                                                                | −0,3 (31,5)                                                                                               | −1,6 (29,1)                                                                                               |
| Апсолутни минимум, °C (°F)                                                                                | −12,4 (9,7)                                                                                               | −15,0 (5)                                                                                                 | −7,4 (18,7)                                                                                               | 0,3 (32,5)                                                                                                | 2,2 (36)                                                                                                  | 6,8 (44,2)                                                                                                | 11,7 (53,1)                                                                                               | 9,4 (48,9)                                                                                                | 6,6 (43,9)                                                                                                | 0,4 (32,7)                                                                                                | −5,0 (23)                                                                                                 | −12,3 (9,9)                                                                                               | −15 (5)                                                                                                   |
| Количина падавина, mm (in)                                                                                | 42,4 (1,669)                                                                                              | 47,7 (1,878)                                                                                              | 42,7 (1,681)                                                                                              | 37,0 (1,457)                                                                                              | 38,2 (1,504)                                                                                              | 23,3 (0,917)                                                                                              | 6,0 (0,236)                                                                                               | 25,7 (1,012)                                                                                              | 37,8 (1,488)                                                                                              | 45,0 (1,772)                                                                                              | 48,2 (1,898)                                                                                              | 56,3 (2,217)                                                                                              | 450,3 (17,729)                                                                                            |
| Дани са падавинама (≥ 1.0 mm)                                                                             | 6,5 | 6,0 | 5,5 | 5,3 | 4,9 | 3,5 | 1,6 | 3,0 | 3,6 | 5,8 | 5,1 | 6,0 | 56,8 |
| Дани са снегом                                                                                            | 0,8 | 0,4 | 0,1 | 0,0 | 0,0 | 0,0 | 0,0 | 0,0 | 0,0 | 0,0 | 0,2 | 0,7 | 2,2 |
| Релативна влажност, %                                                                                     | 75 | 72 | 67 | 65 | 64 | 63 | 59 | 62 | 69 | 74 | 75 | 77 | 68,5 |
| Сунчани сати — месечни просек                                                                             | 150,0 | 155,5 | 215,1 | 244,8 | 292,5 | 326,2 | 366,4 | 327,4 | 254,3 | 204,5 | 155,5 | 143,3 | 2.835,5                                                                                                   |
| Сунчано време — месечни проценти                                                                          | 53 | 53 | 59 | 62 | 65 | 72 | 79 | 77 | 68 | 61 | 54 | 52 | 62,9 |
| Извор #1: NOAA                                                                                            | | | | | | | | | | | | | |
| Извор #2: Infoclimat.fr (humidity)                                                                        | | | | | | | | | | | | | |

## Демографија
| 1962.   | 1968.   | 1975.   | 1982.   | 1990.   | 1999.   | 2006.   | 2011.   |
| ------- | ------- | ------- | ------- | ------- | ------- | ------- | ------- |
| 778.071 | 889.029 | 908.600 | 874.436 | 800.550 | 798.430 | 839.043 | 856.636 |

Са 800.000 становника, то је други град Француске, после Париза. Са околним градовима (Алаух, Обањ, Пен сир Ивен), Марсељ има 1,2 милиона становника, и трећа је највећа агломерација Француске. Марсељ је седиште великог муфтије и центар ислама у Француској. Марсељ са околином се сматра највећим муслиманским градом у Европи, а већину његовог становништва чине Африканци из бивших француских колонија.

## Међународна сарадња
- Хамбург
- Одеса